# Godfred Amoah
Godfred Amoah es un futbolista profesional ghanés que juega como portero en el Dreams FC de la Liga Premier de Ghana.

## Carrera
En 2019, antes de la Liga Premier de Ghana 2019-20, se fue a Dreams FC. Hizo su debut el 5 de febrero de 2020, siendo nombrado en la alineación titular en la victoria por 2-1 sobre Liberty Professionals. Luego jugó 7 partidos de liga antes de que la liga se suspendiera y luego se cancelara como resultado de la pandemia de COVID-19.
Fue incluido en la lista de convocados del club para la Liga Premier de Ghana 2020-21, ya que el club buscaba un puesto de liderazgo en la liga al final de la temporada.